# Noema
Noema é definido como os atos humanos de consciência que são direcionados aos objetos. Edmund Husserl descreve esses atos "simbólicos" de consciência como noesis. Um noema, por outro lado, é o significado de um ato. Assim, Husserl faz uma distinção rígida entre o ato (por exemplo, ver uma árvore) e o objeto intencionalmente pretendido "neste" ato (isto é, a árvore vista). Husserl frequentemente descreve esse noema como sendo diferente do objeto realmente existente, embora o que se quer dizer aqui não seja um objeto no sentido de uma coisa-em-si, como Immanuel Kant o entende. Para Husserl, esse noema é, portanto, apenas ideal. Correlaciona-se com o fluxo de consciência, enquanto a noesis é seu componente real. O conceito de noema é uma “generalização da ideia de sentido para todo o campo dos atos de consciência”.